# مقاطعة أركنسو (أركنساس)
مقاطعة أركنسو (بالإنجليزية: Arkansas County)‏ هي إحدى مقاطعات ولاية أركنساس في الولايات المتحدة الأمريكية.